# Enneapogon
Enneapogon là một chi thực vật có hoa trong họ Hòa thảo (Poaceae).

## Loài
Chi Enneapogon gồm các loài: